# Fort Winiary

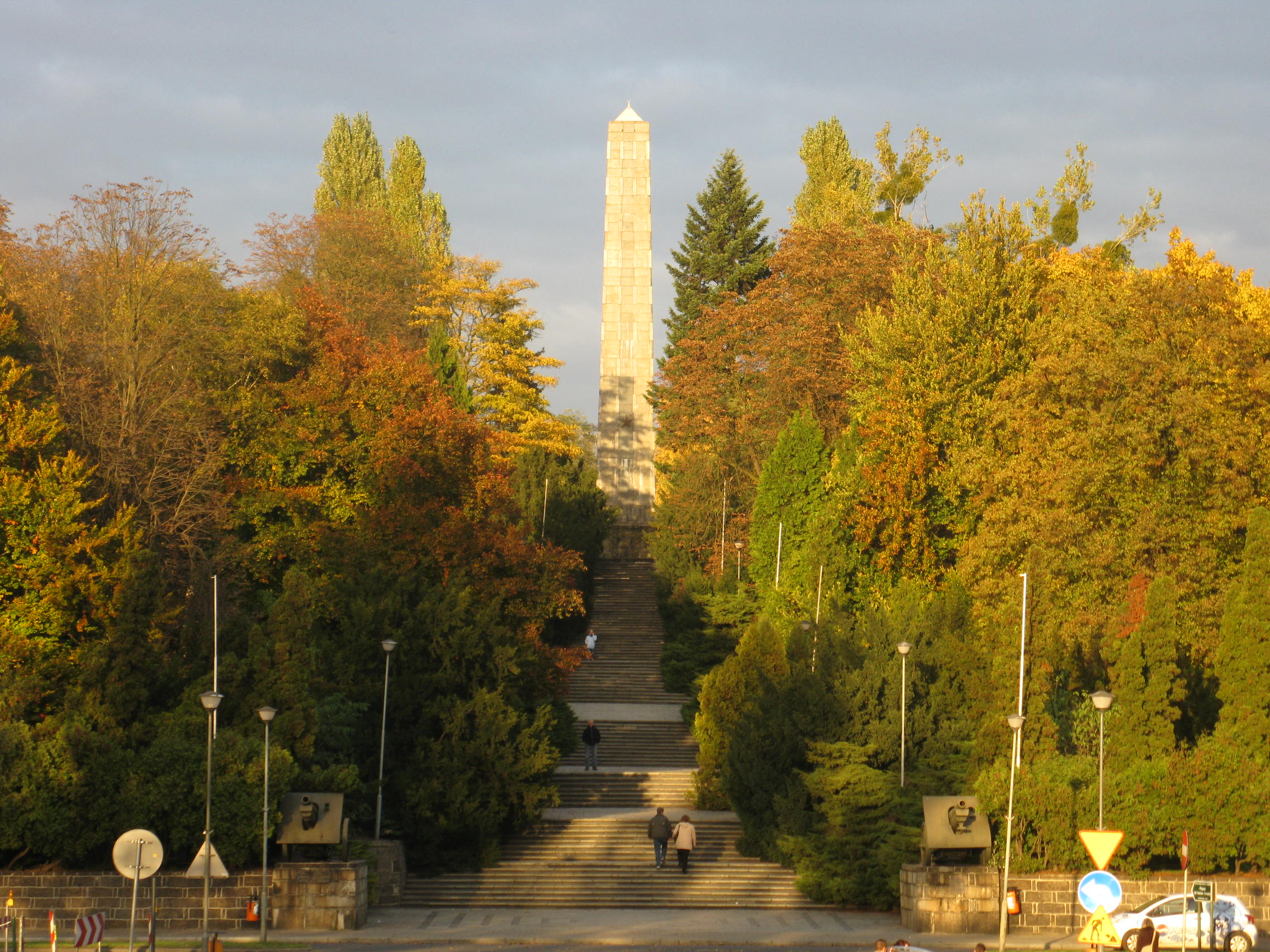
Der Haupteingang von der Straße. Armee, Poznań

Fort Winiary (auch bekannt als Zitadelle Posen oder Burg Posen) ist ein zentraler Bestandteil der polygonalen Befestigungsanlagen der Festung Posen. Es befindet sich am Weinberg in Posen, von dem es auch den Namen übernahm. Das Artillerie-Fort galt als das größte in Europa.

## Geschichte
Die Pläne der Befestigungsanlage stammen vom 21. Februar 1829 vom Architekten Johann Leopold Ludwig Brese. Im Sommer 1830 wurden die in unmittelbarer Nähe befindlichen Dörfer Winiary und Bonin evakuiert, die Bewohner nach Neu Winiary umgesiedelt. Die erste und dritte Redoute war 1830 und die anderen 1832 fertiggestellt. 1834 zogen bereits drei Infanterie-Bataillone ein. Die dritte und vierte Raveline wurden 1838 errichtet, und das Kastell war ein Jahr später vollendet.
Die Bastionen wurden am 15. Oktober 1856 in Johann, Leopold und Ludwig, die drei Vornamen des Festungsarchitekten Leopold von Brese-Winiary, umbenannt. Zwischen 1865 und 1873 kamen innerhalb des Forts zwei Pulvermagazine, 1890 ein Artillerie-Labor und 1903 eine Telegrafenstation dazu. Die Festung wurde im Jahr 1910 verstärkt.

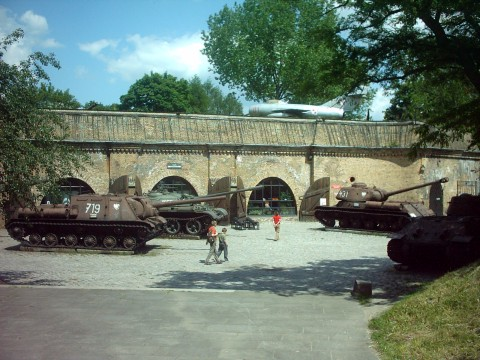
Militärmuseum

### 1945 bis 2010
Beim Kampf um Posen (1945) wurde das von den Deutschen 1939 besetzte und teilweise als Kriegsgefangenenlager genutzte Fort durch die Rote Armee nach mehrtägigem Kampf am 23. Februar 1945 eingenommen und schwer beschädigt, teilweise zerstört. Nach Kriegsende wurden die Ziegelsteine für den Bau der Wohnsiedlungen in Poznań und in Warschau genutzt. 1962 wurde sie in ein Denkmal der Polnisch-Sowjetischen Freundschaft und Waffenbruderschaft umgewandelt und in das Denkmalregister eingetragen. Heute beherbergt die teilweise restaurierte Festung das Waffenmuseum und das Museum der Armee „Poznań“.

## Bau
Das Fort hatte eine wesentliche Redoute auf der südlichen, der Stadtseite, flankiert von vier Schanzen (Redoute I und II im Westen; Redoute III und IV im Osten). In den östlichen und westlichen Vorlagerungen waren Ravelin I und Ravelin IV. Die Nordseite des Forts bestand von West nach Ost aus der Bastion I, Bastion II und Bastion III.